# پلاتروو
پلاتروو (به لهستانی:  Platerów) یک روستا در لهستان است که در گمینا پلاتروو واقع شده‌است. پلاتروو ۸۱۲ نفر جمعیت دارد.